# Joachim Müncheberg

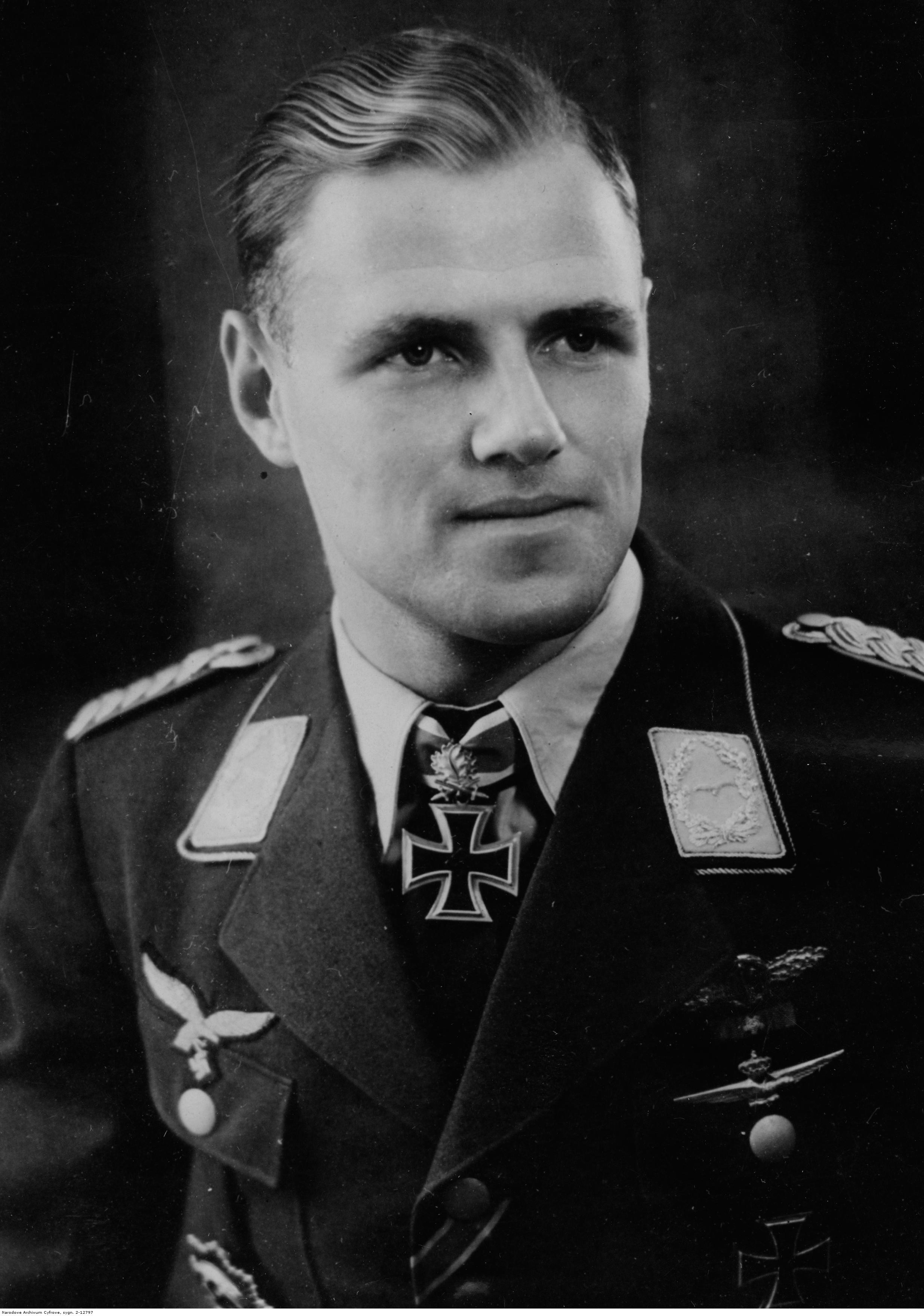
Joachim Müncheberg (1943)

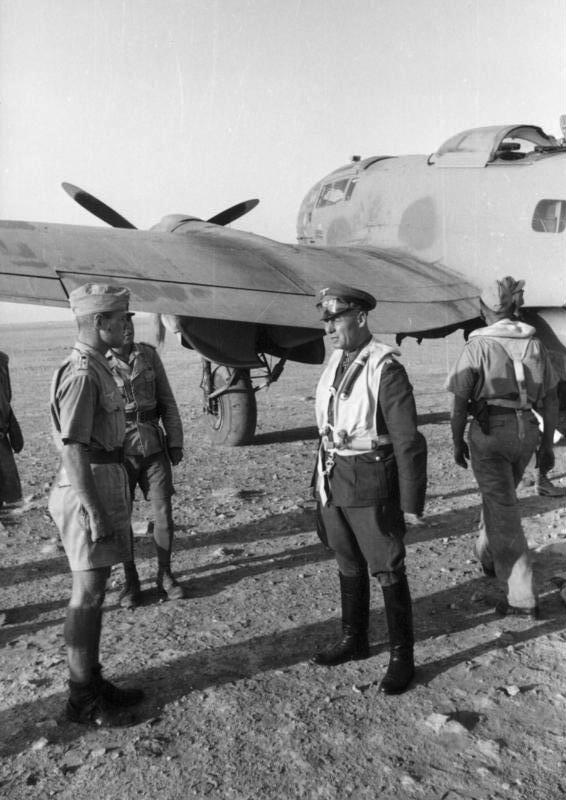
Joachim Müncheberg (links) mit Erwin Rommel (Mitte) in Nordafrika, 1941

Joachim Müncheberg (* 31. Dezember 1918 in Friedrichshof, Kreis Dramburg, Pommern; † 23. März 1943 bei Al Miknasi, Tunesien) war ein deutscher Luftwaffenoffizier und zählt mit 135 bestätigten Luftsiegen zu den erfolgreichsten Jagdfliegern im Zweiten Weltkrieg.

## Militärische Laufbahn
Müncheberg war Angehöriger der nationalsozialistischen Sturmabteilung (SA) und trat am 4. Dezember 1936 als Fahnenjunker zunächst der Infanterie bei und wechselte im September 1938 als Oberfähnrich zur Luftwaffe. Zunächst versah er seinen Dienst in der I./JG 234 in Köln und nach seiner Beförderung zum Leutnant ab 1. September 1939 im JG 26 „Schlageter“ in Düsseldorf. Am 23. September 1939 wurde er Adjutant bei der III. Gruppe des Geschwaders.
Mit dem Abschuss einer Bristol Blenheim der Royal Air Force am 7. November 1939 in der Nähe von Opladen erzielte er seinen ersten Luftsieg. Am 22. August 1940 wurde er Staffelkapitän der 7. Staffel und kurz darauf zum Oberleutnant befördert. Im Rahmen der Luftschlacht um England erreichte er am 14. September seinen 20. Luftsieg, wofür er mit dem Ritterkreuz des Eisernen Kreuzes ausgezeichnet wurde.
Im Februar wurde die 7. Staffel des Jagdgeschwaders 26 unter Münchebergs Kommando nach Sizilien verlegt. Bis Mai wurden über Malta ohne Verluste 42 gegnerische Flugzeuge abgeschossen, wobei Münchebergs 19 Luftsiege ihm den Ehrentitel Jäger von Malta einbrachte. Nach 43 Luftsiegen erhielt er das Eichenlaub zum Ritterkreuz des Eisernen Kreuzes. Italien ehrte ihn mit der höchsten Tapferkeitsauszeichnung des Landes, der Goldenen Tapferkeitsmedaille. Diese seltene Auszeichnung wurde mit Hans-Joachim Marseille nur noch einem weiteren Deutschen verliehen.
Im Zeitraum vom Februar bis Juni 1941 wurde Münchebergs Staffel häufig verlegt: Von Sizilien aus für drei Tage im April nach Tarent, dann wieder zurück nach Gela, von dort nach Catania, auf den Peloponnes und im Juni nach Libyen. Am 29. Juli erlangte er seinen 48. und zugleich letzten Luftsieg auf dem afrikanischen Kontinent; drei Tage später wurde die Staffel an die französische Kanalküste verlegt. Am 19. September 1941 zum Hauptmann befördert, führte er die II./JG 26 als Gruppenkommandeur. Seinen 80. Luftsieg errang er am 2. Juni 1942.
Seit dem 22. Juli 1942 wurde Müncheberg an die Ostfront in den Stab des Jagdgeschwader 51 „Mölders“ zur Kommodore-Einweisung versetzt und ab 5. August 1942 für den verletzten Kommodore Karl-Gottfried Nordmann mit der stellvertretenden Führung des Geschwaders beauftragt. Nach 103 Abschüssen wurden ihm die Schwerter zum Eichenlaub des Ritterkreuz des Eisernen Kreuzes verliehen. Am 1. Oktober 1942 erfolgte seine Versetzung als Kommodore des JG 77 nach Nordafrika und im Dezember 1942 die Beförderung zum Major.
Auf seinem 500. Feindflug am 23. März 1943 schoss er mit seiner Messerschmitt Bf 109 G-6 trop südwestlich Al Miknasi/Tunesien seine letzte von insgesamt 46 Spitfires ab. Sein Flugzeug kollidierte mit Trümmern der abgeschossenen Spitfire des amerikanischen Piloten Ted Sweetland und stürzte ebenfalls ab; beide Piloten starben. Er wurde zunächst in einem Soldatengrab bei El Aounia bestattet und später auf einen Soldatenfriedhof in Tunis umgebettet. Sweetland bleibt verschollen.

## Auszeichnungen
- Eisernes Kreuz (1939)
  - II. Klasse am 17. September 1939
  - I. Klasse am 10. Mai 1940
- Ritterkreuz des Eisernen Kreuzes mit Eichenlaub und Schwertern[9]
  - Ritterkreuz am 14. September 1940
  - Eichenlaub am 7. Mai 1941 (12. Verleihung)
  - Schwerter am 9. September 1942 (19. Verleihung)
- Italienische Tapferkeitsmedaille in Gold im Mai 1941
- Deutsches Kreuz in Gold am 5. Juni 1942[9]
- Frontflugspange für Jagdverbände
- fünffache Nennung im Wehrmachtbericht am 15. September 1940,[10] 1. Mai 1941,[11] 11. Dezember 1941,[11] 4. Juni 1942[12] und am 24. März 1943.[13]